# Carterella alexanderae
Carterella alexanderae là một loài thực vật có hoa trong họ Thiến thảo. Loài này được (A.M.Carter) Terrell mô tả khoa học đầu tiên năm 1987.